# Aeropuerto Regional de Guerrero Negro
El Aeropuerto Regional de Guerrero Negro (IATA: GUB, OACI: MMGR), se localiza aproximadamente 1.5 kilómetros al norte del poblado de Guerrero Negro, Baja California Sur, México. Maneja tráfico aéreo nacional de aviación civil comercial y general, así como aviación militar, ya que también cumple la función de ser la Estación Aérea n°2 de la Fuerza Aérea Mexicana. Aunque la ciudad de Guerrero Negro se encuentra en Baja California Sur, el aeropuerto se ubica dentro de los límites del vecino estado de Baja California, unos metros al norte del paralelo 28.
Cuenta con una pista de aterrizaje de 2,199 metros de largo y 37 metros de ancho con rampa de viraje en la cabecera 30. También cuenta con una plataforma de aviación de 19,225 metros cuadrados con hangares, edificio terminal y torre de control cuya frecuencia de comunicación es 123.3.

## Aerolíneas y destinos
| Aerolíneas              | Destinos                                      |
| ----------------------- | --------------------------------------------- |
| Aéreo Servicio Guerrero | Ensenada, Guaymas, Hermosillo, Isla de Cedros |

## Estadísticas

### Pasajeros
Ver fuente y consulta Wikidata.

Sólo se muestra muestran vuelos comerciales regulares y vuelos de fletamento, no se incluyen vuelos militares ni de aviación general.
| Año  | Vuelos | Pasajeros | Movimiento de carga (kg) | Año  | Vuelos | Pasajeros | Movimiento de carga (kg) |
| 1994 | 211    | 1,837     | 4,880                    | 2001 | 416    | 3,968     | 49,341                   |
| 1995 | 1,016  | 3,271     | 0                        | 2002 | 424    | 3,137     | 59,430                   |
| 1996 | 631    | 4,832     | 36,014                   | 2003 | 302    | 2,860     | 25,757                   |
| 1997 | 624    | 4,506     | 33,629                   | 2004 | 304    | 2,992     | 21,263                   |
| 1998 | 554    | 3,800     | 50,786                   | 2005 | 303    | 2,517     | 27,883                   |
| 1999 | 408    | 2,755     | 43,565                   | 2006 | 171    | 1,134     | 8,611                    |
| 2000 | 511    | 3,368     | 46,682                   |      |        |           |                          |
| ---- | ------ | --------- | ------------------------ | ---- | ------ | --------- | ------------------------ |

## Accidentes e incidentes
- El 26 de diciembre de 1968 se estrelló en la ladera de una montaña a 40 kilómetros al este de Ensenada una aeronave Douglas C-47A-80-DL (DC-3) con matrícula XB-POH operada por Exportada de Sal S.A. (ESSA), matando a las 12 personas a bordo. La aeronave provenía de Aeropuerto Internacional de Tijuana.[2]

- El 20 de diciembre de 1997, un Douglas C-47 con matrícula XA-CUC operado por Aerolíneas California Pacífico chocó cerca de Guerrero Negro en un vuelo que iba del Aeropuerto de Guerrero Negro al Aeropuerto Nacional de Isla de Cedros en Isla Cedros.[3]

- El 24 de diciembre de 2019 una aeronave Cessna 208B Grand Caravan con matrícula XA-TWN que operaba el vuelo 872 de Calafia Airlines entre el Aeropuerto de Hermosillo y el Aeropuerto de Guerrero Negro, perdió comunicación con los centros de control aéreo, por lo que se inició una búsqueda con ayuda de la Fuerza Aérea Mexicana, la Armada de México y los gobiernos estatales de Sonora y Baja California Sur, confirmándose dos días después que la aeronave se había estrellado a 45 NM de Hermosillo. En dicho accidente murieron el piloto de la aeronave y el único pasajero a bordo.[4][5][6][7]

- El 28 de enero de 2021 una aeronave Cessna 414A Chancellor con matrícula N414GP operada por Sun Valley Freight Inc que cubría un vuelo entre el Aeropuerto de Hermosillo y el Aeropuerto de Guerrero Negro, sufrió un colapso en el tren de aterrizaje de nariz tras aterrizar en su aeropuerto de destino, causando que la aeronave sufriera una excursión de pista. Las 6 personas a bordo resultaron ilesas.[8][9]

- El 2 de mayo de 2025, una aeronave Cessna 208B Grand Caravan con matrícula XA-UJF de Aéreo Servicio Guerrero que cubría un vuelo entre el Aeropuerto de Guerrero Negro y el Aeropuerto de Hermosillo sufrió una falla técnica durante su fase de crucero, siendo obligada a aterrizar entre los poblados de Las Palomas y Los Tepetates en el Municipio de San Quintín (a unos 60 km del Aeropuerto de Guerrero Negro), causando daño total en la aeronave. Los 6 ocupantes resultaron ilesos.[10][11]